# Fang Lizhi
Fang Lizhi (xinès tradicional: 方勵之, xinès simplificat: 方励之, pinyin: Fāng Lìzhī) (Pequín, 12 de febrer de 1936 - Tucson, 6 d'abril de 2012) fou un astrofísic i activista polític, dissident del govern de la República Popular de la Xina i parcialment responsable de les protestes de la Plaça de Tian'anmen de 1989.
El 1957 fou expulsat del Partit Comunista Xinès per un document que desacreditava la posició marxista sobre la física. Després impartí classes a la Universitat de Ciència i Tecnologia de la Xina (Keda) a Pequín i l'any 1966 fou enviat a una granja comunal per a ser reeducat.
Després de la mort de Mao Zedong el 1976, la seva militància al partit fou restituïda. Designat com a vicepresident d'un mòdul de la Keda el 1985, començà a treballar sobre la reestructuració i modificació de la política educativa. Durant les manifestacions a la plaça de Tian'anmen, es refugià a l'ambaixada dels Estats Units d'Amèrica i el 1990 fou autoritzat amb la seva esposa a abandonar el país. Posteriorment realitzà recerques al Regne Unit i als Estats Units d'Amèrica.